# Championnat d'Australie de football 2023-2024
Navigation
Édition précédente Édition suivante
La saison 2023-2024 de A-League est la quarante septième édition du championnat d'Australie de football, la dix-huitième sous cette appellation. Le premier niveau du football australien compte douze franchises (onze australiennes et une néo-zélandaise). La saison régulière se joue en une série de vingt-sept rencontres jouées entre le 20 octobre 2023 et le 29 avril 2024. À la fin de cette première phase, les six premiers du classement disputent les Finals series pour remporter le titre.
Les huit premiers de la saison régulière se qualifient également pour les 16e de finale de la Coupe d'Australie, les quatre derniers jouent un barrage entre eux pour déterminer les deux clubs de première division qui participeront à la Coupe d'Australie (9e contre 12e et 10e contre 11e).
Le Central Coast Mariners est le tenant du titre de champion d'Australie.

## Les 12 clubs participants

### Carte
| \| Adelaide United Brisbane Roar Central Coast Mariners Macarthur FC Melbourne City Melbourne Victory Newcastle Jets Perth Glory Sydney FC WS Wanderers Western United FC \| Les onze clubs australiens de l'édition 2021-2022. |
| Adelaide United Brisbane Roar Central Coast Mariners Macarthur FC Melbourne City Melbourne Victory Newcastle Jets Perth Glory Sydney FC WS Wanderers Western United FC                                                          |

| \| Wellington Phoenix \| Le club néo-zélandais de l'édition 2022-2023. |
| Wellington Phoenix                                                     |

### Les franchises
| Club                     | Ville                | État                   | Entraîneur          | Stade                                            | Capacité |
| ------------------------ | -------------------- | ---------------------- | ------------------- | ------------------------------------------------ | -------- |
| Adélaïde United          | Adélaïde             | Australie-Méridionale  | Carl Veart          | Hindmarsh Stadium                                | 17 000   |
| Brisbane Roar            | Brisbane             | Queensland             | Ross Aloisi         | Suncorp Stadium                                  | 52 000   |
| Central Coast Mariners   | Gosford              | Nouvelle-Galles du Sud | Mark Jackson (en)   | Central Coast Stadium                            | 20 000   |
| Macarthur                | Campbelltown, Sydney | Nouvelle-Galles du Sud | Mile Sterjovski     | Campbelltown Stadium                             | 17 500   |
| Melbourne City           | Melbourne            | Victoria               | Aurelio Vidmar      | AAMI Park                                        | 31 000   |
| Melbourne Victory        | Melbourne            | Victoria               | Tony Popović        | AAMI Park                                        | 31 000   |
| Newcastle United Jets    | Newcastle            | Nouvelle-Galles du Sud | Robert Stanton (en) | Hunter Stadium                                   | 26 000   |
| Perth Glory              | Perth                | Australie-Occidentale  | Alen Stajcic        | nib Stadium                                      | 20 000   |
| Sydney                   | Sydney               | Nouvelle-Galles du Sud | Ufuk Talay          | Sydney Football Stadium                          | 45 000   |
| Wellington Phoenix       | Wellington, Auckland | Nouvelle-Zélande       | Giancarlo Italiano  | Wellington Regional Stadium, Mount Smart Stadium | 34 500   |
| Western Sydney Wanderers | Sydney               | Nouvelle-Galles du Sud | Mark Rudan          | Parramatta Stadium                               | 30 000   |
| Western United           | Geelong              | Victoria               | John Aloisi         | Eureka Park                                      | 11 000   |

## Compétition

### Phase régulière

#### Classement
Les équipes sont classées selon leur nombre de points, lesquels sont répartis comme suite : trois points pour une victoire, un point pour un match nul, zéro point pour une défaite et zéro point en cas de forfait. Pour départager les égalités, les critères suivants sont utilisés
1. Différence de buts générale
2. Nombre de buts marqués
3. Face-à-face
4. Différence de buts lors des face-à-face
5. Tirage au sort

| Rang | Équipe                   | Pts | J  | G  | N  | P  | Bp | Bc | Diff |
| ---- | ------------------------ | --- | -- | -- | -- | -- | -- | -- | ---- |
| 1    | Central Coast Mariners T | 55  | 27 | 17 | 4  | 6  | 49 | 27 | +22  |
| 2    | Wellington Phoenix       | 53  | 27 | 15 | 8  | 4  | 42 | 26 | +16  |
| 3    | Melbourne Victory        | 42  | 27 | 10 | 12 | 5  | 43 | 33 | +10  |
| 4    | Sydney FC C              | 41  | 27 | 12 | 5  | 10 | 52 | 41 | +11  |
| 5    | Macarthur FC             | 41  | 27 | 11 | 8  | 8  | 45 | 48 | -3   |
| 6    | Melbourne City           | 39  | 27 | 11 | 6  | 10 | 50 | 38 | +12  |
| 7    | Western Sydney Wanderers | 37  | 27 | 11 | 4  | 12 | 44 | 48 | -4   |
| 8    | Adelaide United          | 32  | 27 | 9  | 5  | 13 | 52 | 53 | -1   |
| 9    | Brisbane Roar            | 30  | 27 | 8  | 6  | 13 | 42 | 55 | -13  |
| 10   | Newcastle United Jets    | 28  | 27 | 6  | 10 | 11 | 39 | 47 | -8   |
| 11   | Western United           | 26  | 27 | 7  | 5  | 15 | 36 | 55 | -19  |
| 12   | Perth Glory              | 22  | 27 | 5  | 7  | 15 | 46 | 69 | -23  |

|  | Qualification pour la Ligue des champions Élite 2024-2025                                     |
|  | Qualification pour la Ligue des champions 2 2024-2025                                         |
|  | Qualification 1er tour aux Séries finales et seizièmes de finale de la Coupe d'Australie 2024 |
|  | Qualification pour les seizièmes de finale de la Coupe d'Australie 2024                       |
|  | T : Tenant du titre C : Vainqueur de la Coupe d'Australie 2023                                |

- Sydney FC est qualifié pour la Ligue des champions 2 2024-2025 en tant que vainqueur de la Coupe d'Australie 2023.

#### Résultats
| Domicile \ Extérieur     | ADL | BRI | CCM | MAC | MCY | MVC | NEW | PER | SYD | WEL | WSW | WUN | ADL | BRI | CCM | MAC | MCY | MVC | NEW | PER | SYD | WEL | WSW | WUN |
| ------------------------ | --- | --- | --- | --- | --- | --- | --- | --- | --- | --- | --- | --- | --- | --- | --- | --- | --- | --- | --- | --- | --- | --- | --- | --- |
| Adelaide United          | —   | 0–2 | 3–0 | 1–1 | 6–0 | 1–2 | 3–1 | 3–3 | 1–5 | 2–2 | 1–2 | 4–1 | —   | —   | 0–4 | 1–2 | —   | —   | —   | —   | 4–3 | —   | —   | —   |
| Brisbane Roar            | 3–4 | —   | 0–3 | 1–3 | 5–1 | 3–2 | 0–2 | 2–1 | 3–0 | 1–1 | 2–2 | 2–2 | —   | —   | —   | 1–2 | —   | —   | 3–2 | —   | 1–2 | —   | —   | —   |
| Central Coast Mariners   | 2–0 | 1–2 | —   | 1–2 | 2–1 | 2–2 | 3–1 | 4–2 | 1–3 | 2–1 | 1–0 | 4–0 | —   | 2–0 | —   | —   | 2–1 | 1–1 | —   | —   | —   | —   | —   | —   |
| Macarthur FC             | 4–3 | 1–1 | 0–3 | —   | 2–0 | 1–1 | 1–1 | 2–2 | 1–0 | 0–3 | 4–3 | 1–0 | —   | —   | —   | —   | —   | —   | —   | —   | —   | 1–2 | 1–3 | 3–3 |
| Melbourne City           | 1–0 | 8–1 | 3–3 | 3–3 | —   | 0–0 | 0–0 | 8–0 | 2–0 | 1–0 | 7–0 | 1–2 | —   | —   | —   | —   | —   | 0–0 | —   | —   | —   | —   | —   | 1–0 |
| Melbourne Victory        | 1–1 | 0–0 | 0–1 | 0–1 | 2–1 | —   | 5–3 | 2–1 | 3–0 | 1–1 | 3–4 | 2–1 | 2–0 | —   | —   | —   | —   | —   | —   | —   | 1–1 | —   | —   | —   |
| Newcastle Jets           | 0–1 | 3–1 | 0–1 | 2–2 | 0–2 | 1–1 | —   | 2–2 | 3–1 | 1–2 | 2–2 | 2–0 | —   | —   | 1–3 | —   | —   | —   | —   | —   | —   | 1–1 | —   | —   |
| Perth Glory              | 2–4 | 3–2 | 2–0 | 3–2 | 1–2 | 2–3 | 2–2 | —   | 1–1 | 0–0 | 1–2 | 3–4 | —   | —   | —   | —   | 4–2 | —   | 2–2 | —   | —   | 3–4 | —   | —   |
| Sydney FC                | 2–1 | 1–1 | 2–0 | 0–2 | 1–1 | 0–2 | 4–0 | 3–2 | —   | 3–1 | 0–1 | 4–2 | —   | —   | —   | —   | —   | —   | —   | 7–1 | —   | —   | 2–1 | —   |
| Wellington Phoenix       | 3–2 | 5–2 | 0–0 | 3–0 | 1–0 | 1–1 | 0–3 | 2–1 | 2–1 | —   | 2–0 | 2–0 | —   | 1–0 | —   | —   | —   | 1–0 | —   | —   | —   | —   | —   | —   |
| Western Sydney Wanderers | 1–0 | 1–2 | 0–1 | 3–1 | 1–0 | 3–4 | 3–3 | 2–0 | 1–4 | 0–0 | —   | 5–0 | —   | —   | —   | —   | 1–2 | —   | —   | 1–2 | —   | —   | —   | 1–3 |
| Western United           | 1–3 | 2–1 | 0–2 | 4–2 | 1–2 | 2–2 | 0–1 | 1–0 | 2–2 | 0–1 | 0–1 | —   | 3–3 | —   | —   | —   | —   | —   | 2–0 | —   | —   | —   | —   | —   |

### Phase finale

#### Tableau
|  | Quarts de finale | Quarts de finale  | Quarts de finale | Quarts de finale       |       |                        | Demi-finales | Demi-finales | Demi-finales | Demi-finales |  |  | Finale      | Finale      | Finale      | Finale      |
|  |                  |                   |                  |                        |       |                        |              |              |              |              |  |  |             |             |             |             |
|  |                  |                   |                  |                        |       |                        | 10 et 18 mai | 10 et 18 mai | 10 et 18 mai | 10 et 18 mai |  |  | 25 mai 2023 | 25 mai 2023 | 25 mai 2023 | 25 mai 2023 |
|  |                  |                   |                  |                        |       |                        | 10 et 18 mai | 10 et 18 mai | 10 et 18 mai | 10 et 18 mai |  |  | 25 mai 2023 | 25 mai 2023 | 25 mai 2023 | 25 mai 2023 |
|  |                  |                   |                  |                        |       |                        | 10 et 18 mai | 10 et 18 mai | 10 et 18 mai | 10 et 18 mai |  |  | 25 mai 2023 | 25 mai 2023 | 25 mai 2023 | 25 mai 2023 |
|  |                  |                   |                  |                        |       |                        | 10 et 18 mai | 10 et 18 mai | 10 et 18 mai | 10 et 18 mai |  |  | 25 mai 2023 | 25 mai 2023 | 25 mai 2023 | 25 mai 2023 |
|  |                  |                   |                  |                        |       |                        | 10 et 18 mai | 10 et 18 mai | 10 et 18 mai | 10 et 18 mai |  |  | 25 mai 2023 | 25 mai 2023 | 25 mai 2023 | 25 mai 2023 |
|  | 4                | Sydney FC         | 1                | 0                      |       |                        |              |              |              |              |  |  | 25 mai 2023 | 25 mai 2023 | 25 mai 2023 | 25 mai 2023 |
|  | 4                | Sydney FC         | 1                | 0                      | 4 mai |                        |              |              |              |              |  |  | 25 mai 2023 | 25 mai 2023 | 25 mai 2023 | 25 mai 2023 |
|  |                  |                   | 1                | Central Coast Mariners | 2     | 0                      |              |              |              |              |  |  | 25 mai 2023 | 25 mai 2023 | 25 mai 2023 | 25 mai 2023 |
|  | 4                | Sydney FC         | 1                | Central Coast Mariners | 2     | 0                      | 4            | 4            |              |              |  |  | 25 mai 2023 | 25 mai 2023 | 25 mai 2023 | 25 mai 2023 |
|  | 4                | Sydney FC         | 12 et 18 mai     |                        |       |                        | 4            | 4            |              |              |  |  | 25 mai 2023 | 25 mai 2023 | 25 mai 2023 | 25 mai 2023 |
|  | 5                | Macarthur FC      | 0                | 0                      |       |                        |              |              |              |              |  |  | 25 mai 2023 | 25 mai 2023 | 25 mai 2023 | 25 mai 2023 |
|  | 5                | Macarthur FC      | 0                | 0                      | 1     | Central Coast Mariners | 3            | 3            |              |              |  |  |             |             |             |             |
|  |                  |                   |                  |                        | 1     | Central Coast Mariners | 3            | 3            |              |              |  |  |             |             |             |             |
|  |                  |                   | 2                | Melbourne Victory      | 1     | 1                      |              |              |              |              |  |  |             |             |             |             |
|  |                  |                   |                  |                        | 1     | 1                      |              |              |              |              |  |  |             |             |             |             |
|  |                  |                   |                  |                        |       |                        |              |              |              |              |  |  |             |             |             |             |
|  |                  |                   |                  |                        |       |                        |              |              |              |              |  |  |             |             |             |             |
|  | 3                | Melbourne Victory | 0                | 2                      |       |                        |              |              |              |              |  |  |             |             |             |             |
|  | 3                | Melbourne Victory | 0                | 2                      | 5 mai |                        |              |              |              |              |  |  |             |             |             |             |
|  |                  |                   | 2                | Wellington Phoenix     | 0     | 1                      |              |              |              |              |  |  |             |             |             |             |
|  | 3                | Melbourne Victory | 2                | Wellington Phoenix     | 0     | 1                      | 1 (3)        | 1 (3)        |              |              |  |  |             |             |             |             |
|  | 3                | Melbourne Victory |                  |                        |       |                        |              | 1 (3)        |              |              |  |  |             |             |             |             |
|  | 6                | Melbourne City    | 1 (2)            | 1 (2)                  |       |                        |              |              |              |              |  |  |             |             |             |             |
|  | 6                | Melbourne City    | 1 (2)            | 1 (2)                  |       |                        |              |              |              |              |  |  |             |             |             |             |
|  |                  |                   |                  |                        |       |                        |              |              |              |              |  |  |             |             |             |             |

#### Résultats

##### Finales des éliminations
| 4 mai 2024   | Sydney FC                               | 4 - 0   | Macarthur FC | Allianz Stadium, Sydney                          |                                                  |
| 19h45 UTC+10 | Mak 8e 78e · Lolley 50e · Kucharski 67e | (1 - 0) |              | Spectateurs : 11,792 Arbitrage : Alireza Faghani | Spectateurs : 11,792 Arbitrage : Alireza Faghani |
| 19h45 UTC+10 | Rapport                                 |         |              | Spectateurs : 11,792 Arbitrage : Alireza Faghani | Spectateurs : 11,792 Arbitrage : Alireza Faghani |

| 5 mai 2024   | Melbourne Victory                   | 1 - 1 ap              | Melbourne City                            | Melbourne Rectangular Stadium, Melbourne   |                                            |
| 17h00 UTC+10 | Velupillay 88e                      | (0 - 1, 1 - 1, 1 - 1) | Souprayen 29e                             | Spectateurs : 21,358 Arbitrage : Alex King | Spectateurs : 21,358 Arbitrage : Alex King |
| 17h00 UTC+10 | Rapport                             |                       |                                           | Spectateurs : 21,358 Arbitrage : Alex King | Spectateurs : 21,358 Arbitrage : Alex King |
| 17h00 UTC+10 | Miranda · Da Silva · Izzo · Broxham | Tirs au but 3 - 2     | Natel · Antonis · Talbot · Caputo · Jeggo | Spectateurs : 21,358 Arbitrage : Alex King | Spectateurs : 21,358 Arbitrage : Alex King |

##### Demi-Finales
| 10 mai 2024  | Sydney FC | 1 - 2   | Central Coast Mariners         | Allianz Stadium, Sydney                      |                                              |
| 19h45 UTC+10 | King 25e  | (1 - 1) | Nisbet 45+3e · Doka 56e (pen.) | Spectateurs : 13 813 Arbitrage : Ben Abraham | Spectateurs : 13 813 Arbitrage : Ben Abraham |
| 19h45 UTC+10 | Rapport   |         |                                | Spectateurs : 13 813 Arbitrage : Ben Abraham | Spectateurs : 13 813 Arbitrage : Ben Abraham |

| 18 mai 2024  | Central Coast Mariners | 0 - 0   | Sydney FC | Central Coast Stadium, Gosford                   |                                                  |
| 19h45 UTC+10 |                        | (0 - 0) |           | Spectateurs : 20 059 Arbitrage : Alireza Faghani | Spectateurs : 20 059 Arbitrage : Alireza Faghani |
| 19h45 UTC+10 | Rapport                |         |           | Spectateurs : 20 059 Arbitrage : Alireza Faghani | Spectateurs : 20 059 Arbitrage : Alireza Faghani |

| 12 mai 2024  | Melbourne Victory | 0 - 0   | Wellington Phoenix | Melbourne Rectangular Stadium, Melbourne     |                                              |
| 16h00 UTC+10 |                   | (0 - 0) |                    | Spectateurs : 16 313 Arbitrage : Adam Kersey | Spectateurs : 16 313 Arbitrage : Adam Kersey |
| 16h00 UTC+10 | Rapport           |         |                    | Spectateurs : 16 313 Arbitrage : Adam Kersey | Spectateurs : 16 313 Arbitrage : Adam Kersey |

| 18 mai 2024  | Wellington Phoenix | 1 - 2                 | Melbourne Victory            | Wellington Regional Stadium, Wellington, Nouvelle-Zélande |                                               |
| 18h30 UTC+12 | Zawada 90+9e       | (0 - 0, 1 - 1, 1 - 2) | Traoré 82e · Ikonomidis 102e | Spectateurs : 33 297 Arbitrage : Daniel Elder             | Spectateurs : 33 297 Arbitrage : Daniel Elder |
| 18h30 UTC+12 | Rapport            |                       |                              | Spectateurs : 33 297 Arbitrage : Daniel Elder             | Spectateurs : 33 297 Arbitrage : Daniel Elder |

##### Grande Finale
| 25 mai 2024  | Central Coast Mariners                | 3 -1 a. p.            | Melbourne Victory | Central Coast Stadium, Gosford             |                                            |
| 19h45 UTC+10 | Edmondson 90+1e 120+1e · Di Pizio 97e | (0 - 0, 1 - 1, 2 - 1) | Geria 50e         | Spectateurs : 21 379 Arbitrage : Alex King | Spectateurs : 21 379 Arbitrage : Alex King |
| 19h45 UTC+10 | Rapport                               |                       |                   | Spectateurs : 21 379 Arbitrage : Alex King | Spectateurs : 21 379 Arbitrage : Alex King |

## Bilan de la saison
| Championnat d'Australie de football 2023-2024 |                        |
| Champion                                      |                        |
| Phase finale                                  | Central Coast Mariners |
| Wellington Phoenix                            |                        |
| Melbourne Victory                             |                        |
| Sydney FC                                     |                        |
| Macarthur FC                                  |                        |
| Melbourne City                                |                        |
| Coupes et trophées                            |                        |
| Vainqueur de la Coupe d'Australie 2023-2024   | Sydney FC              |
| Qualifications continentales                  |                        |
| Ligue des champions Élite de l'AFC 2024-2025  | Central Coast Mariners |
| Ligue des champions 2 de l'AFC 2024-2025      | Sydney FC              |